# Alfred Herrhausen

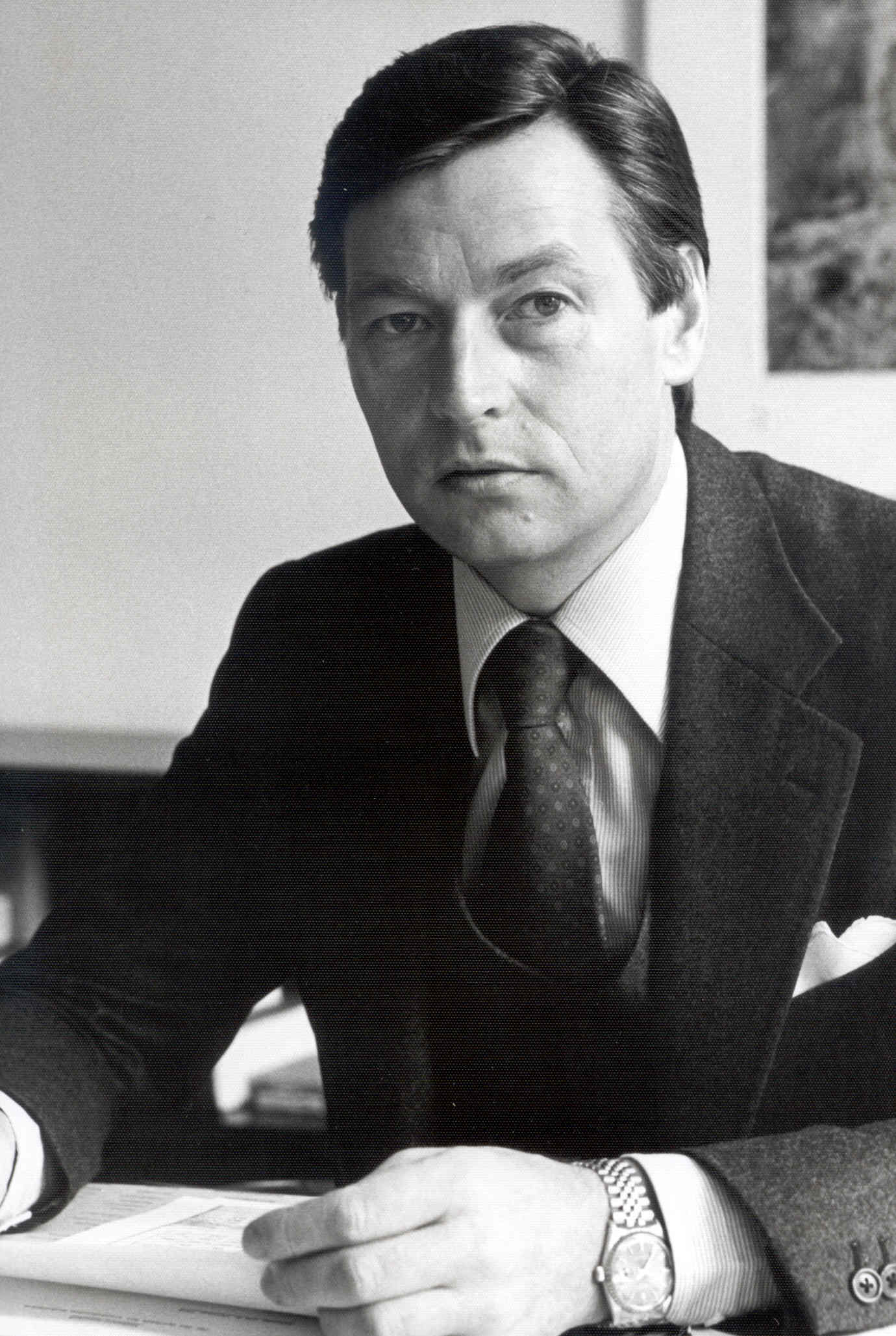
Alfred Herrhausen (1985), Aufnahme von Wolf P. Prange aus dem Historischen Archiv der Deutschen Bank

Alfred Herrhausen (* 30. Januar 1930 in Essen; † 30. November 1989 in Bad Homburg vor der Höhe) war ein deutscher Manager und Vorstandssprecher der Deutschen Bank. Er strebte an, sie zu einer globalen Universalbank mit integriertem Investmentbanking weiterzuentwickeln und ihre Position im internationalen Wettbewerb zu verbessern. In seinen öffentlichen Stellungnahmen thematisierte Herrhausen nicht allein finanzpolitische Fragestellungen. Immer wieder hat er sich darüber hinaus grundlegend zu Aspekten der wirtschaftlichen, sozialen und politischen Ordnung geäußert und insbesondere dadurch Aufmerksamkeit erlangt. Er galt als Sprecher nicht nur seiner Bank, sondern – avant la lettre – als Sprecher der „Deutschland AG“. Insbesondere in der zweiten Hälfte der 1970er und der zweiten Hälfte der 1980er Jahre beteiligte er sich in diesem Kontext intensiv an der Debatte über die „Macht der Banken“. Seit Herbst 1987 setzte Herrhausen sich öffentlich dafür ein, die Kreditlasten hochverschuldeter Entwicklungsländer zu reduzieren. Dieser Vorstoß erzeugte weit über seine Branche hinaus Diskussionen. Herrhausen, der seine Berufslaufbahn in der Energiewirtschaft begonnen hatte, starb bei einem Bombenattentat, zu dem sich die Rote Armee Fraktion (RAF) bekannte. Die Täter konnten bis heute nicht identifiziert werden.

## Herkunftsfamilie und Bildungsweg

### Herkunft und Milieu
Alfred und seine Zwillingsschwester Anne kamen in Essen als Kinder des Vermessungsingenieurs Karl Herrhausen und seiner Ehefrau Wilhelmine (Hella), geborene Funke, zur Welt. Der Vater entstammte einer Essener Metzgerfamilie, die Mutter einer Offiziersfamilie aus Gelsenkirchen. Herrhausen wuchs in handwerklich-mittelständischen Verhältnissen im Essener Stadtteil Huttrop auf. Die Kinder wurden römisch-katholisch getauft, die Erziehung war jedoch nicht religiös-konfessionell geprägt. Karl Herrhausen trat Ende 1927 in die Dienste der Ruhrgas AG. In den Jahren der Weltwirtschaftskrise behielt er seine Beschäftigung und sicherte der Familie ein ausreichendes Einkommen. Bis 1940 war seine Tätigkeit mit mehrfachen Wohnsitzwechseln verbunden, erst anschließend ließ sich die Familie dauerhaft wieder in Essen nieder. Hella Herrhausen, Mutter und Hausfrau, teilte den Ehrgeiz ihres Gatten. Aufgrund eigener Neigungen hielt sie ihre Zwillingskinder zu Sport und Musik (Klavierspiel) an. Ihr Sohn, der als hochbegabt galt, übernahm das Leistungsideal seiner Herkunftsfamilie.

### Schulzeit
Alfred Herrhausen besuchte seit dem Frühjahr 1940 in Essen die neusprachlich ausgerichtete Humboldt-Oberrealschule. Durch die Kinderlandverschickung kam er von Anfang Juni bis Mitte November 1941 auf die Schlüsselburg bei Strakonitz im damaligen deutschen Protektorat Böhmen und Mähren. Den dortigen Schulunterricht und die vielfältigen Freizeitaktivitäten genoss er.
Im Frühjahr 1942 schlug die Kreisleitung der NSDAP Alfred Herrhausen zur Aufnahme auf die Reichsschule Feldafing vor. Der Zwölfjährige trat im September 1942 in diese NS-Ausleseschule ein. Die Ausbildung dort erfolgte nicht in erster Linie mit doktrinär-ideologischen Methoden, sondern in umfangreichen Lern-, Sport-, Kultur- und Ausflugsprogrammen, die die Bereitschaft zu Leistung, Führung und Verantwortung anregen und stärken sollten. Diese Ziele und Vorgehensweisen stießen bei Herrhausen auf positive Resonanz. Er wurde, nicht zuletzt aufgrund seiner sportlichen Fähigkeiten, zum „Klassenführer“ ernannt. Die Übernahme von Rassismus, Antisemitismus und Militarismus – zentrale Elemente der NS-Ideologie – ließ sich nach Ansicht seiner Biografin Friederike Sattler bei Herrhausen nicht feststellen, allerdings Vokabular, das Personen stark bewertete, wie etwa „wertvoll“ oder „minderwertig“. Später traten in Briefen an die Eltern gelegentlich Durchhalteparolen und die Aufforderung hinzu, „Defätisten“ entschieden zu widersprechen. Auch eigenhändig verfasste Gedichte, die Soldaten huldigten, trug er 1943 in Feldafing am „Heldengedenktag“ öffentlich vor. Die Militarisierung des Schulalltags verstärkte sich seit Frühjahr 1944 durch die praktische Ausbildung an Waffen sowie ab Herbst 1944 durch eine infanteristische Grundausbildung; klassischer Schulunterricht erfolgte nur noch unregelmäßig. Am 20. April 1945 räumten alle Schüler und Lehrer das Feldafinger Schulgelände; sie erreichten nach drei Tagen Steinach am Brenner. Zur Wiederaufnahme des Unterrichts kam es nicht mehr. Am 30. April folgte die Entlassung der Schüler, sie sollten sich allein nach Hause durchschlagen. Gemeinsam mit anderen suchte Herrhausen zunächst Zuflucht auf einer Alm am Hintersteiner See, um nach Kriegsende einige Wochen in Wörgl zu bleiben, im Elternhaus eines Schulfreundes. Am 17. Juli 1945 entschloss er sich zur Rückkehr nach Essen. Dort fand er fünf Tage später seine Familie unversehrt vor.
Im November 1945 trat Herrhausen in das Carl-Humann-Gymnasium in Essen-Steele ein. Allerdings wurde er wegen des monatelangen Unterrichtsausfalls eine Klasse zurückversetzt. Die schulisch-behördliche Prüfung der Frage, ob er als ehemaliger Schüler einer NS-Eliteschule auf diesem Essener Gymnasium bleiben dürfe, fiel im Januar 1946 positiv aus; eine spätere Relegation fürchtete er dennoch. Ab Ostern 1946 besuchte er die Obersekunda, seinen regulären Jahrgang. Die alliierten Siegermächte betrachtete der Oberschüler skeptisch, ebenso den Parteienwettbewerb; stattdessen plädierte er in Briefen an seine Freunde aus der Feldafinger Zeit für einen Zentralstaat. Den Nationalsozialismus vermisste er nicht, der Gemeinschaft vom Starnberger See trauerte er aber nach. Dennoch hatte er sich spätestens 1947 in Essen wieder eingelebt; im März 1949 bestand er die Abiturprüfungen.

### Studium und Promotion
Zunächst erwog Herrhausen, Lehrer zu werden und dafür Geschichte, Philosophie und Philologie zu studieren. Eigene pragmatische Überlegungen und Einwände seines Vaters führten ihn zu der Entscheidung, ein Studium der damals noch breit angelegten Betriebswirtschaftslehre aufzunehmen, das er im Sommersemester 1949 an der Universität zu Köln begann. Er beabsichtigte, seine akademische Ausbildung möglichst rasch zu absolvieren. Zugleich nutzte er das Angebot von „Ferienkursen“ im Ausland, die ihn in die Schweiz und nach Großbritannien führten. Insbesondere durch diese Erfahrungen änderte er seine Haltung gegenüber der repräsentativen Demokratie. Er entwickelte sich vom Skeptiker zum erklärten Befürworter dieses politischen Systems. Bereits zu Beginn seines Studiums wurde er Mitglied der Studentenverbindung Corps Hansea zu Köln. In den Semesterferien absolvierte er berufsbezogene Praktika in der Ruhrgas AG. Zum Wintersemester 1951/1952 trat er eine Stelle als wissenschaftliche Hilfskraft im Energiewirtschaftlichen Institut an. Seine von Theodor Wessels betreute Diplomarbeit behandelte „Grenzkostenprobleme in der Energiewirtschaft“, die Diplomprüfung absolvierte er 1952.
Parallel zu seiner ersten Anstellung verfasste er seine Doktorarbeit, eine „theoretisch anspruchsvolle […], im übrigen aber knochentrockene […] Arbeit über ‚Grenznutzen als Bestandteil des Marginalprinzips‘“. Betreut wurde sie von Wessels und von Alfred Müller-Armack. In dieser Zeit besuchte Herrhausen zudem private Kolloquien von Wessels, Gerhard Weisser und Erich Gutenberg. Zugleich entdeckte er zentrale erkenntnistheoretische Schriften von Karl Popper, der unter anderem als Vertreter eines modernen Fallibilismus für ihn lebenslang eine Autorität blieb. Gleichzeitig betonte Herrhausen immer wieder, auch in seiner Dissertation, „richtiges Denken“ könne zu „wahren Aussagen“ führen. Auch mit Werken von Friedrich August von Hayek befasste er sich intensiver. Ende 1954 reichte er seine Schrift ein. Wessels und Müller-Armack bewerteten sie mit „gut“. Diese Note wurde am 26. Februar 1955 in der mündlichen Prüfung bestätigt.

## Manager in der Energiewirtschaft

### Direktionsassistent der Ruhrgas AG
Nach seiner Diplomprüfung trat er Mitte Oktober 1952 eine Stelle als Direktionsassistent der Ruhrgas AG an. Dieses Unternehmen der Ferngaswirtschaft mit damals mehr als 1.100 Mitarbeitern hatte er intensiver durch seine Praktika während des Studiums kennengelernt. Seine Arbeit, die es gestattete, seine Promotion voranzutreiben, verschaffte ihm Kontakte zu Vertretern der Zechen an der Ruhr und weiteren Geschäftspartnern. Der Vorstand, insbesondere sein Förderer Fritz Gummert, zog ihn umfassend zu Alltagsaufgaben der Leitung und zu Sonderaufgaben heran. Zu den letzteren zählte die Umsetzung der „Investitionshilfe der gewerblichen Wirtschaft“, einer Zwangsumlage bei der Konsumgüterindustrie, die Mittel aufbringen sollte, um Erhaltungs- und Erweiterungsinvestitionen in der Schwerindustrie, der Grundstoffindustrie, der Energiewirtschaft, der Wasserwirtschaft und im Waggonbau zu finanzieren. Nach Beendigung seines Promotionsverfahrens schied Herrhausen auf eigenen Wunsch aus dem Unternehmen aus.

### Leitungsaufgaben in den Vereinigten Elektrizitätswerken Westfalen (VEW)
Zum 1. April 1955 übernahm Herrhausen Leitungsaufgaben bei der VEW, damals mit rund 4.000 Mitarbeitern nach RWE der zweitgrößte Energieversorger in der Bundesrepublik. Das Unternehmen befand sich in kommunaler Hand, insbesondere die Stadt Dortmund hatte unter den Anteilseignern aufgrund ihrer Sperrminorität eine starke Stellung. Herrhausens damaliger Schwiegervater Paul Sattler, ein langjähriger Sozialdemokrat, war Vorstandsmitglied. Wenige Monate nach Eintritt in die VEW ergab sich über Kontakte Sattlers die Möglichkeit zu einem längeren Aufenthalt in den Vereinigten Staaten. Von Februar bis Juli 1956 hielt sich Herrhausen mit seiner Frau in New York auf und erhielt Einblicke insbesondere in das Kreditgeschäft der Empire Trust Company, einer amerikanischen Geschäftsbank. Ferner nahm er an einer Konferenz über die zivile Nutzung der Kernenergie teil und besuchte in diesem Zusammenhang Forschungs- und Versuchseinrichtungen. Das Angebot, für die Weltbank als Europareferent tätig zu werden und damit langfristig in den USA zu bleiben, schlug Herrhausen aus privaten Gründen aus. Nach Dortmund zurückgekehrt, erhielt er im Herbst 1957 Handlungsvollmacht und im April 1959 Prokura, Anfang August 1960 stieg er zum Verwaltungsdirektor auf. Sein Hauptaugenmerk galt der verbesserten kaufmännischen Planung. Der Schwerpunkt lag dabei auf einem optimierten Rechnungswesen.
Die VEW unterlag aufgrund des stark steigenden Energiebedarfs ihrer Abnehmer einem erheblichen Zwang zu Investitionen in Erweiterungen ihrer Kapazitäten. Zur Bereitstellung der dazu benötigten Finanzmittel waren die kommunalen Eigentümer nicht mehr in der Lage. Dennoch wollten sie die Kontrolle über das Unternehmen behalten. Vor diesem Hintergrund musste Herrhausen seit 1961 nach tragfähigen Lösungen der Kapitalbeschaffung suchen. Ein zweites Problem bestand in der Veränderung der Wertschöpfungskette: Die heimische Steinkohle war nicht mehr wettbewerbsfähig. Sie geriet durch Importkohle, durch Erdöl und absehbar auch durch Kernenergie unter Druck. Die VEW-Anteilseigner präferierten allerdings den Energieträger Steinkohle, denn ihr Abbau sicherte heimische Arbeitsplätze. Diese Gemengelage erschwerte die Planungen für den ersten Atomreaktor der VEW, das Kernkraftwerk Lingen. 1963 einigte man sich schließlich auf seinen Bau, der von der VEW und der AEG realisiert wurde. Die Lösung bestand hier in einer Mischfinanzierung: Neben dem Industriepartner AEG hielt auch ein Bankenkonsortium Anteile am Kraftwerk, sie sollten später auf die AEG und die VEW übergehen. Seit Beginn der 1960er Jahre suchte Herrhausen nach einer grundsätzlichen Bewältigung des Finanzierungsproblems und befasste sich deshalb mit einem bislang wenig erprobten Konzept, dem der Teilprivatisierung des Unternehmens. Anfang 1965 beschloss der VEW-Vorstand, diesen Weg auszuloten. Die Deutsche Bank wurde dabei beratend hinzugezogen, wichtigster Gesprächspartner war dort F. Wilhelm Christians. Die Teilprivatisierung erfolgte durch Ausstattung bisheriger Aktien mit Mehrfachstimmrecht und durch Ausgabe junger Aktien mit einfachem Stimmrecht, die am 16. Mai 1966 an die Börse kamen. Die VEW gewann auf diese Weise 40.000 neue Anteilseigner, die Kommunen behielten eine deutliche Stimmenmehrheit. Herrhausens Arbeit wurde mit einem weiteren Karriereschritt belohnt: Am 6. November 1967 trat er in den VEW-Vorstand ein. Für 1968 zeichnete sich die nächste Kapitalerhöhung ab. Diesmal schlug Herrhausen vor, private Interessenten über eine Beteiligungsgesellschaft einzubinden – ebenfalls ein bis dahin selten angewandtes Verfahren. Die Kommunen sollten zehn Prozent ihrer Aktien sowie alle Bezugsrechte an diese Gesellschaft, der unter anderem die Deutsche Bank, die Allianz und die Deutsche Continental-Gas-Gesellschaft angehören würden, abtreten. In den Verhandlungen ging es vor allem um die Höhe des Verkaufspreises. Dortmund erwies sich als anstrengender Aktionär, denn die Stadt forderte einen hohen Preis für den Verkauf und brachte zudem überraschend die VEBA ins Spiel, die statt der Beteiligungsgesellschaft die fraglichen Aktien übernehmen sollte. Diese Alternative zerschlug sich, nachdem deutlich wurde, dass die VEBA mit ihrem Angebot nicht allein Renditeinteressen verfolgte, sondern erwog, die VEW mit anderen Energieversorgern zu verschmelzen. Am 20. Juni 1968 beschloss die VEW-Hauptversammlung stattdessen den Aktienverkauf an die von Herrhausen konzipierte Beteiligungsgesellschaft. Entscheidend war, dass der Verkaufspreis im Vergleich zu anfänglichen Vorstellungen deutlich erhöht worden war und auch, dass die RWE Gesellschafter der Beteiligungsgesellschaft wurde. Dadurch bahnten sich neue Möglichkeiten der Zusammenarbeit an, die sich positiv auf die Kostensituation der VEW auswirken konnten: Zugang zur Braunkohle, Kooperationen bei der Atomenergie und Ausrichtung am niedrigeren Gehaltsniveau der RWE. Nach Abschluss der Transaktion verfügte die VEW über eine Eigentümerstruktur aus Industrie, Finanzwirtschaft, Kommunen und Privatanlegern. Sie galt als ausreichend robust, um weitere Investitionen zu stemmen.

## Im Vorstand der Deutschen Bank

### Tätigkeiten, Verantwortungen und Entwicklungen bis 1988

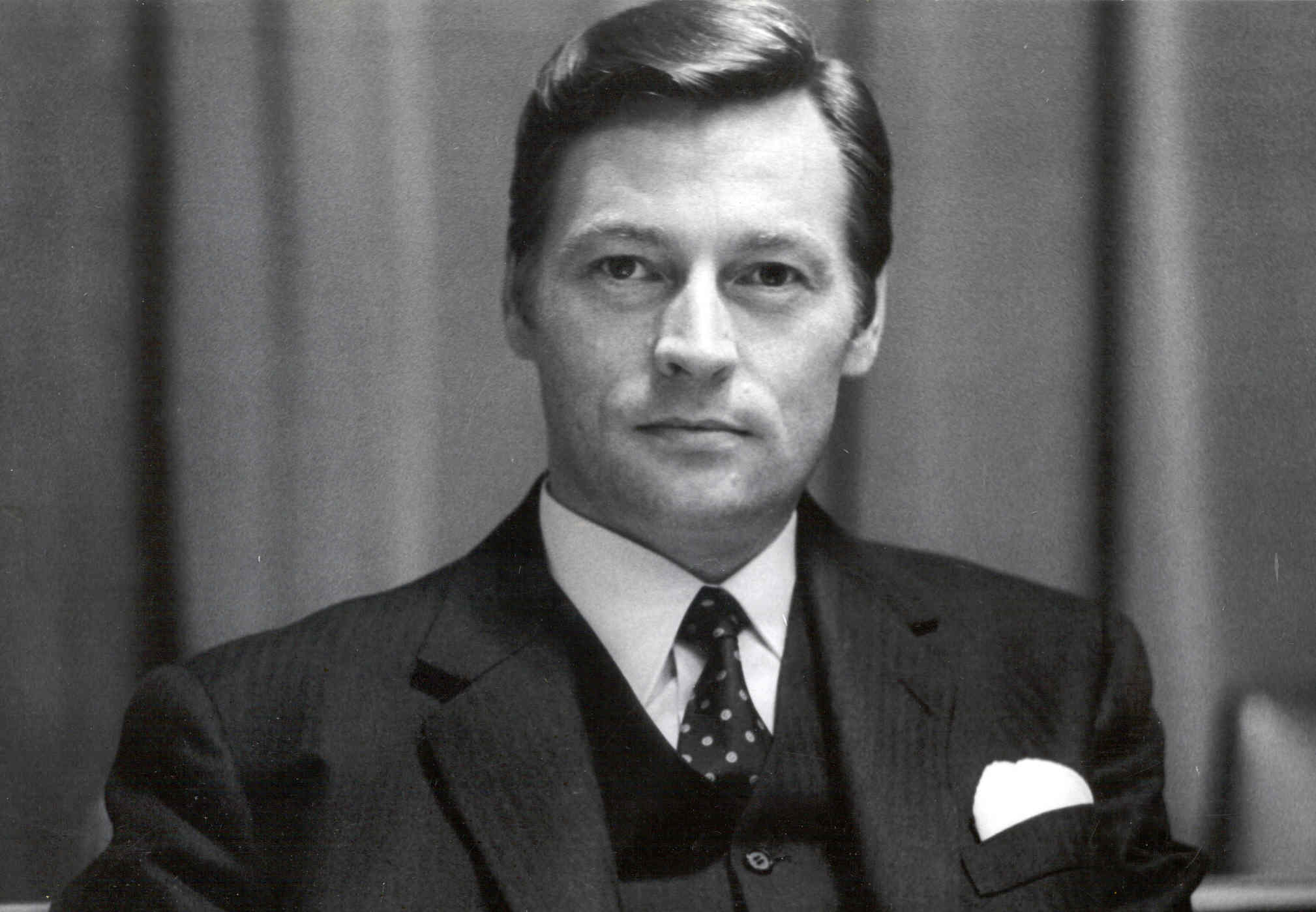
Alfred Herrhausen (1971), Aufnahme von Wolf P. Prange aus dem Historischen Archiv der Deutschen Bank

F. Wilhelm Christians machte Herrhausen im Frühjahr 1969 das Angebot, in den Vorstand der Deutschen Bank zu wechseln. Herrhausen begann zum 1. Januar 1970 als stellvertretendes Vorstandsmitglied. Ein Jahr später wurde er zum ordentlichen Vorstandsmitglied ernannt. Die Rekrutierung eines Branchenfremden für den Vorstand galt in der Deutschen Bank als ungewöhnlich, üblich waren Hauskarrieren. Das Unkonventionelle des Vorgangs spiegelte sich unter anderem im Wort „Elektriker“ wider, das Hermann Josef Abs, die graue Eminenz der Bank, mit Blick auf den Neuen im Scherz gebraucht haben soll. Christians betrachtete Herrhausen hingegen als einen Mann der „Führungsreserve für die achtziger Jahre“. Zu Herrhausens Hauptzuständigkeiten zählte die systematische Konjunkturbeobachtung. Hier ging es um Wirtschafts- und Währungsfragen im nationalen und globalen Rahmen. Bis Frühjahr 1972 setzte Herrhausen darüber hinaus die Einrichtung des Ressorts „Planung“ durch, für das er die Hauptverantwortung übernahm. Jeder Vorstand betreute Hauptfilialen und die dort angesiedelten größten Firmenkunden; bei Herrhausen waren es anfänglich solche in Duisburg, Dortmund, Bielefeld und vertretungshalber in Siegen. Diese Zuordnung wechselte im Lauf der Jahre mehrfach; seit 1985 betreute Herrhausen ausschließlich den Hauptstandort München.
Bereits 1971 sprach Herrhausen in einer Fortbildungsveranstaltung für Mitarbeiter der Deutschen Bank das Thema „Macht der Banken“ an. Er empfahl, sich mit dieser Thematik, die ihn selbst nicht mehr loslassen sollte, aktiv auseinanderzusetzen und sie nicht zu bagatellisieren. Banken hätten Macht, daraus folge aber keineswegs zwangsläufig Machtmissbrauch.
Seit der zweiten Hälfte der 1970er Jahre kam zu Herrhausens Aufgaben offiziell auch die Verantwortung für Nord-, Mittel- und Südamerika, ferner die für Südafrika und auch für Australien und Neuseeland hinzu. Bereits in der ersten Hälfte der 1970er Jahre reiste er nach Indonesien, Hong Kong, China und mehrfach nach Australien. Den fünften Kontinent und die pazifische Region hielt er sehr früh für Märkte mit einem enormen Potenzial, in denen die Deutsche Bank präsent sein sollte. Von Beginn an nutzte Herrhausen jede sich bietende Gelegenheit, um das Bankengeschäft in den USA näher kennenzulernen. Dort war die Deutsche Bank neben einem Gemeinschaftsunternehmen mit der UBS über zwei rechtlich selbständige, aber eng verbundene Joint Ventures europäischer Banken aktiv, die European American Bank & Trust Company sowie die European American Banking Corporation. Firmenkunden der Deutschen Bank wurden dort vom „German Desk“ betreut. Im Lateinamerika-Geschäft bestand Herrhausens Aufgabe darin, es stärker zu koordinieren und zu systematisieren. Er hoffte, dass die unterschiedlichen sozioökonomischen Reformvorhaben die Länder des Kontinents mittelfristig zu stabiler Marktwirtschaft und Demokratie führen und so für mehr wirtschaftliche, soziale und politische Teilhabe sorgen würden. Allerdings hielt er die Eliten der Länder Südamerikas in der Regel für nicht interessiert genug, um das Wohlstandsgefälle aktiv abzubauen. Ende der 1970er/Anfang der 1980er Jahre führte die scharfe Wende in der amerikanischen Geldpolitik zu einem deutlich steigenden Zinsniveau („Volcker-Schock“). Die Schuldenkrise Lateinamerikas begann und durchkreuzte die Hoffnungen auf einen baldigen breiten Wohlstand. Geschäfte in und mit Südafrika hielt Herrhausen für richtig, obgleich er persönlich die Apartheidspolitik als falsch bezeichnete. Auch nachdem eine Reihe von Banken ab 1985 ihre Südafrika-Geschäfte beendet hatte, hielt Herrhausen daran fest. Er meinte, ein Rückzug aus diesem Land erschwere es, auf die dortigen Entwicklungen Einfluss nehmen zu können. Früh und grundsätzlich plädierte er im internationalen Geschäft für ein stärker eigenständiges Auftreten der Deutschen Bank, also insbesondere für die Gründung von Auslandsfilialen, trug die Joint Ventures europäischer Banken, die auch in anderen Weltregionen aktiv waren, nicht nur in den USA, aber lange mit.
Im Herbst 1982 veränderten sich für Herrhausen die Aufgaben: Hinzu kam die Verantwortung für die Außenhandelsfinanzierung, ferner gemeinsam mit Wilfried Guth die Verantwortung für das Emissions- und Konsortialgeschäft. Zu seinen neuen Zuständigkeiten zählten auch das Personalwesen und die Ausbildung. 1985 erfolgte seine Wahl zum Vorstandssprecher, ein Amt, das er in „Doppelspitze“ mit Christians ausübte. Dadurch fielen Grundsatzfragen in seinen Aufgabenkreis, ebenso das Vorstandssekretariat und die Öffentlichkeitsarbeit. Im Bankengeschäft war er nun zuständig für Beteiligungen und das Investmentbanking. Die Hauptverantwortung für die Geschäfte in Nordamerika, Südamerika und Afrika ging hingegen an Werner Blessing. Herrhausen hielt es für dringend notwendig, dass die Deutsche Bank sich möglichst rasch an die weltwirtschaftlichen Veränderungen anpasste. In seinen Augen lag vor allem in Kapitalmarktfinanzierungen, im Wertpapierhandel, im M&A-Geschäft sowie im Eigenhandel mit Effekten, Devisen und Edelmetallen die Zukunft.
Herrhausen betrachtete seine Zuständigkeitsbereiche als Schlüssel für das, was er immer häufiger „Konzernentwicklung“ nannte. Hausintern institutionalisierte er sie, indem er die vormalige Abteilung für Beteiligungen mit diesem Thema betraute und sie entsprechend umbenannte. Eine erste praktische Bewährungsprobe ergab sich für sie 1985 durch die Übernahme des Industrievermögens von Friedrich Karl Flick. Dessen Beteiligungen sollten nicht gehalten, sondern gewinnbringend veräußert werden. Das Vorhaben gelang, der Gewinn aus diesen Transaktionen belief sich auf 1 Milliarde DM, das Betriebsergebnis der Deutschen Bank verbesserte sich dadurch um 30 Prozent. Beides trug erheblich zur Reputation der Abteilung für Konzernentwicklung bei. Zugleich demonstrierte die Bank ihre Fähigkeiten im Investmentbanking. Mit 100 Millionen DM aus dem Gewinn gründete die Deutsche Bank die Stiftung Hilfe zur Selbsthilfe, deren Grundidee Herrhausen skizziert hatte. Eine weitere Chance auf dem Weg zur grundlegenden Veränderung ergab sich ein Jahr später durch den Kauf der Banca d’America e d’Italia. Herrhausen war zunächst skeptisch, blockierte den von Hilmar Kopper vorangetriebenen Kauf der italienischen Filialbank jedoch nicht. Die Frage nach einem angemessenen Organisationsmodell für die wachsende und immer komplexer werdende Deutsche Bank stellte sich anschließend immer dringlicher. Anfang 1987 betraute der Vorstand die Abteilung für Konzernentwicklung mit der Erarbeitung entsprechender Vorschläge. 1987 zeigte sich die Notwendigkeit für solche Anpassungen erneut, denn Roland Berger bot der Deutschen Bank eine Beteiligung an seinem Beratungsunternehmen an. Sie sollte schrittweise erfolgen und bis 1993 mit der vollständigen Übernahme abgeschlossen sein. Im August 1987 erklärte Herrhausen auf einer Pressekonferenz dazu, die Deutsche Bank werde sich zu einem multinationalen Dienstleistungskonzern entwickeln, der über alle Finanzierungsfragen hinaus auch Unternehmensberatung offerieren könne. Drei große Geschäftsbereiche würden zukünftig abgedeckt: Commercial Banking, Investmentbanking und Consulting Banking. Die Reaktion der Presse fiel teilweise sehr kritisch aus, weil in der Verbindung von Finanzgeschäften und Beratung Interessenkonflikte vermutet wurden.
Nach Herrhausens Ansicht musste die Bank vor allem versuchen, Wege in ein integriertes – nicht isoliertes – Investmentbanking zu finden. Der Aufbau dieses Geschäftsbereichs war Mitte der 1980er Jahre auf Vorstandsebene beschlossene Sache. Ein erstes Schlüsselereignis stellte die Eröffnung einer neuen Tochtergesellschaft in London dar: der Deutsche Bank Capital Markets (DBCM). Die Suche nach qualifiziertem Personal war jedoch schwierig, was einerseits mit Gehaltsaspekten zu tun hatte (Höhe sowie Aufteilung in Fixum und Boni) und andererseits mit der Konkurrenz um Personal an diesem Finanzplatz. Sie war bereits im Vorfeld der umfassenden Deregulierung des britischen Finanzmarkts deutlich zu spüren und hielt an, als dieser „Big Bang“ von der Thatcher-Regierung im Oktober 1986 ins Werk gesetzt wurde. Zu den Schwierigkeiten bei der Personalrekrutierung in London kam 1986 ein erster Misserfolg im Operativen: Der Deutschen Bank gelang es nicht, ein großes Fiat-Aktienpaket zu veräußern. Sie musste einen Großteil dieses Pakets auf die eigenen Bücher nehmen, wobei sich aufgrund fallender Kurse ein Buchverlust ergab. Im Folgenden konzentrierte sich die DBCM wieder auf den Handel mit Geldmarktpapieren und Eurobonds, wo sie in London bereits über eine gute Stellung verfügte; in den zentralen Investmentbanking-Bereichen Emissionen und M&A kam sie hingegen nicht zum Zuge. 1987 versuchte die Bank erneut, den von Herrhausen ersehnten Einstieg ins Investmentbanking zu schaffen. Dabei wurde speziell über den Kauf einer etablierten Investmentbank nachgedacht, vor allem über Morgan Grenfell, an der die Deutsche Bank bereits mit knapp 5 Prozent beteiligt war. Erste Gespräche blieben 1987 ohne Erfolg: Morgan Grenfell behielt seine Eigenständigkeit.
Obgleich Blessing das Geschäft in den USA verantwortete, wirkte Herrhausen an der dortigen Strategieveränderung mit. Die Zukunft der Joint Ventures mit europäischen Banken stellte sich, als diese ab 1982 von der Krise hochverschuldeter Länder berührt wurden. Herrhausen trat dafür ein, in den Vereinigten Staaten aus den Gemeinschaftsunternehmen auszusteigen und das Geschäft auf die seit 1979 bestehende Deutsche-Bank-Filiale in New York zu konzentrieren. 1984 konnte er sich damit nicht durchsetzen, förderte die Niederlassung aber weiterhin. 1988 ließ sich der geordnete Rückzug aus den Joint Ventures schließlich bewerkstelligen; die Geschäfte des „German Desk“ gingen auf die New Yorker Filiale über.

### Alleiniger Sprecher der Deutschen Bank
Der Vorstand der Deutschen Bank traf sich am 1. Dezember 1987, um zu entscheiden, ob die Bank zukünftig wie gehabt mit zwei Vorstandssprechern an ihrer Spitze agieren oder ob zum Ein-Sprecher-Prinzip gewechselt werden sollte. Herrhausen hatte sich im Vorfeld dazu öffentlich klar positioniert: Er plädierte für einen Sprecher, nicht für zwei. Und er hielt sich selbst für den geeigneten Mann. Seine Vorstandskollegen fühlten sich angesichts dieser Aussagen unter Druck gesetzt. Zu den Gegnern des Ein-Sprecher-Prinzips zählten F. Wilhelm Christians, Eckart van Hooven und Hilmar Kopper; Christians hatte jedoch keine Stimme, da er in den Aufsichtsrat wechseln würde. Die Entscheidung kam erst am 2. Dezember zustande. Zuvor hatte Herrhausen mit Rücktritt gedroht, was die Uneinigkeit im Vorstand intern nur unterstrich. Ob es ihm gelang, seine Gegner umzustimmen oder ob diese bei der Wahl den Raum verließen, ist nicht bekannt. Die Hauptversammlung im Mai 1988 bestätigte die Entscheidung des Vorstands. Herrhausen hatte anschließend keine operativen Aufgaben mehr, sondern war für Beteiligungen, Öffentlichkeitsarbeit und Konzernentwicklung zuständig.
Er verfolgte weiter seine Vision, die Bank zu einer globalen Universalbank zu machen. Die dafür in seinen Augen nötigen Veränderungen in Strategie, Struktur und Steuerung trieb er deshalb voran. Herrhausen wollte eine divisionale Organisation für die wachsende Bank, die hergebrachte regionale Struktur sei nicht mehr sachgemäß. Außerdem schwebte ihm eine Trennung von operativer Leitung und strategischer Steuerung vor. Der Vorstand war davon nicht überzeugt, befürchtete einen zu raschen Wandel und große Widerstände in den Hauptfilialen. Im Verlauf des Jahres 1989 konnte sich der Vorstand nicht zu einer klaren Entscheidung durchringen, er war in dieser Frage blockiert. Herrhausen hoffte, er könne die Hängepartie mit einem Durchbruch im Investmentbanking beenden. 1989 hatte es Anzeichen einer feindlichen Übernahme von Morgan Grenfell durch die Banque Indosuez gegeben. In dieser Situation betrachtete Morgan Grenfell die Deutsche Bank als potenziellen weißen Ritter und suchte erneut das Gespräch mit ihr, um Möglichkeiten einer freundlichen Übernahme durch das deutsche Geldinstitut auszuloten. Die Verhandlungen führte Kopper, unterstützt von Herrhausen. Beide wollten sich diese Chance nicht entgehen lassen. Am 27. November 1989 gaben Herrhausen und John Craven, CEO von Morgan Grenfell, die Übernahme auf einer Pressekonferenz in London bekannt. Um wichtigen Mitarbeitern und Kunden von Morgan Grenfell eine Brücke zu bauen, bot Herrhausen Craven an, Mitglied im Vorstand der Deutschen Bank zu werden. Am 28. November 1989 traf sich der Vorstand der Deutschen Bank in München, die Diskussion um die zukünftige Struktur sollte fortgesetzt werden. Herrhausen musste sich Kritik anhören: Die Aufnahme Cravens in den Vorstand hätte man erst im Vorstandskollegium abwägen müssen; die Vorschläge zur Strukturreform der Bank seien zu radikal, ein zu starker Bruch mit der Tradition der Regionalität. Das Vorstandskollegium verweigerte sich dem Führungsanspruch Herrhausens. Ob er in dieser Situation mit einem Rücktritt gedroht hat, wie Andres Veiel meinte, ist offen. Am 29. November 1989 wirkte er in den Augen seiner Gesprächspartner aus Wirtschaft und Politik jedenfalls nicht resigniert. Die Gestaltungsmöglichkeiten an der Spitze der Deutschen Bank wurden mit dem Umbruch in Osteuropa täglich größer und damit attraktiver, so seine Biografin Friederike Sattler. Auch an anderen Stellen waren Fortschritte auf dem Weg zur Universalisierung und Globalisierung des Geschäfts zu verzeichnen gewesen: Im Laufe des Jahres 1989 hatte das Frankfurter Finanzinstitut die Mehrheit an der spanischen Banco Comercial Transatlántico übernommen. In Australien hatte die Deutsche Bank schon ein Jahr zuvor 50 Prozent von Bain & Co. erworben, einer wichtigen Investmentbank des Landes. Ebenfalls 1988 hatte sie Pläne zur Gründung einer Tochtergesellschaft für Lebensversicherungen verkündet. Bereits 1987 hatte sie die Deutsche Bank Bauspar AG errichtet, um das Geschäft mit Immobilienfinanzierungen zu bündeln. Der Eintritt in das Bauspar- und Lebensversicherungsgeschäft folgte einem Allfinanzkonzept.
Im hausinternen Umgang miteinander sah Herrhausen ebenfalls Bedarf für Wandel: Nicht Hierarchien seien ausschlaggebend, sondern Ziele und das Arbeiten in Teams sowie zugewandt-motivierende Führung. Im Umgang mit Kunden war es ähnlich: die Freundlichkeit im Kundenkontakt sei nicht ausreichend. Eine hausinterne Studie von Gertrud Höhler über die Unternehmenskultur in der Bank und die Kommunikation nach außen hatte 1988 die Schwächen aufgezeigt. Das mündete in eine „Kampagne F“, die helfen sollte, Defizite abzubauen. Auch der Vorstand war eingebunden, blieb jedoch skeptisch. Begeisterung für diese Arbeit an einer neuen Unternehmenskultur kam nicht auf, teilweise reagierten Führungskräfte und Mitarbeiter abwehrend, weil sie Hinweise auf Mängel als kränkend empfanden. Die Kampagne versandete. In der Öffentlichkeitsarbeit, der Kommunikation nach außen, bemühte sich Herrhausen nachdrücklich um Transparenz und Nahbarkeit. Er war für Medienvertreter ansprechbar, wollte in der langjährigen Diskussion um die „Macht der Banken“, in die sich Herrhausen bereits im Zuge der Bankenkommission eingebracht hatte und die vor dem Hintergrund der MBB-Übernahme durch Daimler-Benz nun erneut aufflammte, ein klares Profil zeigen und schlüssig argumentieren. Allerdings gefielen die entstandenen journalistischen Porträts und Berichte nicht allen Kollegen im Vorstand, manches empfanden sie als peinlich, anderes als Stücke einer One-Man-Show. Bestimmte Medien blieben überdies lieber bei ihren vorgefassten Meinungen: Die Wirtschaftswoche etwa titulierte Herrhausen als „Sonnenkönig“, der Spiegel nannte ihn den „Herrn des Geldes“. Herrhausen kannte dergleichen Topoi: „Ich werde als machtgierig, unermesslich ehrgeizig, als kalt und arrogant beschrieben. Dass ein Mann wie ich nicht machtbesessen ist, ist offenbar nicht denkbar. […] Mein Motiv ist das Bemühen, einen optimalen Sachbeitrag zu leisten. Das können sich Journalisten offenbar gar nicht vorstellen.“ Im Oktober 1989 führte er ein langes Fernsehinterview mit Gero von Boehm, hier konnte er seine Sichtweisen deutlich besser vermitteln.

### Mandate in Aufsichtsräten und Unternehmensbeiräten
Die Deutsche Bank galt neben der Allianz als eine Schaltzentrale der „Deutschland AG“, also der „enge(n) Personen- und Kapitalverflechtung von deutschen Großunternehmen“. Diese Verflechtung war für relevante Teile der deutschen Wirtschaft jahrzehntelang kennzeichnend; der Begriff „Deutschland AG“ wurde von den Massenmedien allerdings erst popularisiert, als sich Erosionstendenzen zeigten: in den 1990er Jahren. Banken fungierten im Modell der „Deutschland AG“ als Hausbanken, die Unternehmen mit Krediten, mit Rat und – falls nötig – auch mit Hilfe in Sanierungssituationen versorgten. Häufig waren sie dabei nicht nur Geldgeber, sondern hielten relevante Anteile an Unternehmen. Auf diese Weise ließen sich Einflüsse globaler Finanzmärkte gering halten; auch gegen kurzfristig denkende Finanzinvestoren schützte dieses Vorgehen. Während Unternehmen durch diese Beteiligungen Stabilität ihrer Finanzierungsstrukturen sicherten, bestand der Vorteil der Banken in dauerhaften Erträgen aus Zinsen und Dividenden. Nach Herrhausens Angaben nahmen Vorstandsmitglieder und Direktoren der Deutschen Bank 1988 rund 400 Mandate in Aufsichtsräten wahr.
Herrhausen nahm Aufsichtsratsmandate und Beiratsposten in Unternehmen sehr ernst. In seiner Rolle als Mitglied und vor allem als Vorsitzender eines Aufsichtsrates reichte es ihm nicht, Kontrolle auszuüben. Es ging um mehr: um Beratung, in schwierigen Zeiten auch um die Herstellung verbesserter Entscheidungsgrundlagen sowie um die Mitwirkung bei der Festlegung der zukünftigen Unternehmensstrategie. Unabdingbar waren dafür tiefgehende Einblicke in die Geschäftsunterlagen, um sich ein eigenes Bild machen zu können. Seine Aufsichtsratstätigkeiten – vor allem bei Daimler-Benz – wurden von Medien häufig zum Thema gemacht.
Als Vorsitzender des Aufsichtsrats der Continental AG, an der die Deutsche Bank eine Schachtelbeteiligung besaß, brachte sich Herrhausen über viele Jahre intensiv in die Geschäfte des Reifenherstellers ein. Von Herrhausen lange präferierte Pläne einer Fusion mit Phoenix zerschellten 1977 endgültig an der mangelnden Bereitschaft dieser kriselnden Unternehmen, obgleich die Deutsche Bank auch beim Harburger Reifenproduzenten Großaktionär war. Herrhausen scheute sich bei seiner Begleitung von Continental nicht, radikale Schritte vorzuschlagen wie beispielsweise die Abgabe des Reifengeschäfts. Dazu kam es aber nicht, weil der im April 1973 angetretene Vorstandsvorsitzende Carl Hahn 1979 überraschend den Kauf der europäischen Werke von Uniroyal ausgehandelt hatte. Die Hoffnung, Continental durch diese Europäisierung aus der Krise zu führen, erfüllte sich jedoch nicht, sodass die Deutsche Bank 1983 ihre Continental-Aktien schließlich bei attraktiven Kursen über die Börse veräußerte.
1985 wurde Herrhausen Aufsichtsratsvorsitzender bei Daimler-Benz. Zu diesem Unternehmen, eine Art „Kronjuwel“ ihrer industriellen Beteiligungen, pflegte seine Bank jahrzehntelange Beziehungen. Knapp 30 Prozent aller Aktien des Unternehmens hielt die Deutsche Bank damals. Sie sorgten für große Dividendenerträge: Rund zwei Drittel aller Einnahmen durch Beteiligungen resultierten daraus. Daimler-Benz war für Herrhausen auch deshalb interessant, weil er sich dort 1979 – zur Irritation seiner Vorstandskollegen in der Deutschen Bank – selbst ins Spiel gebracht hatte, als in Stuttgart ein Nachfolger für den ausgeschiedenen Vorstandsvorsitzenden Joachim Zahn gesucht worden war – Gestaltungsräume reizten Herrhausen. Mitte der 1980er Jahre schlug der Kraftfahrzeug-Hersteller den Weg zu einem „integrierten Technologiekonzern“ ein. Wichtigster Kopf dieser Strategie war Edzard Reuter. Er hoffte auf Synergien, wollte das Unternehmen von Automobilkonjunkturen unabhängiger machen und es vor drohenden Folgen zukünftiger Umweltbestimmungen im Automobilbau besser schützen. Herrhausen war von diesem Konzept fasziniert, denn er sah darin ein Unterfangen, das das Potenzial haben könnte, die Innovations- und Leistungskraft deutscher Unternehmen eindrucksvoll zu demonstrieren. In rascher Folge übernahm Daimler-Benz 1985 und 1986 MTU, Dornier und die AEG. Herrhausen hievte Reuter bei Daimler-Benz im Februar 1987 auf den neu geschaffenen Posten des stellvertretenden Vorstandsvorsitzenden, dem insbesondere strategische Aufgaben oblagen. Werner Breitschwerdt, seit Dezember 1983 Vorstandsvorsitzender von Daimler-Benz, wurde mehr und mehr ausgebootet und warf im Sommer 1987 das Handtuch, Reuter übernahm das Amt des Vorstandsvorsitzenden. 1988 konkretisierten sich die bereits ein Jahr zuvor von Franz Josef Strauß und Martin Bangemann entwickelten Überlegungen einer Übernahme von MBB durch Daimler-Benz. Reuter trieb sie voran, Herrhausen zögerte, denn er fürchtete einen Imageschaden für Daimler-Benz und auch für die Deutsche Bank, wenn der Rüstungsanteil im von Reuter ins Auge gefassten Technologiekonzern zu bedeutsam werden würde. Auch sah er mangelnde Managementkapazitäten und drohende Integrationsprobleme. Herrhausen sprach das im Vorstand der Deutschen Bank und im Aufsichtsrat von Daimler-Benz deutlich an. Öffentlich blieb er aber an der Seite Reuters und meinte, dass der Rüstungsbereich im Technologiekonzern keine Eigendynamik entwickeln werde. Zudem hob er hervor, dass man in der Luft- und Raumfahrt die europäische Neuordnung weiter vorantreiben müsse. Der Vorstand der Deutschen Bank wollte der geplanten Fusion von MBB und Daimler-Benz nicht zustimmen und erwog die Reduktion seines Aktienanteils. Reuter ließ sich davon nicht unter Druck setzen. Als im November 1988 in Bonn die finanziellen Voraussetzungen geschaffen waren, es ging unter anderem um Subventionen für die Airbus-Produktion, stellte Herrhausen im Vorstand der Deutschen Bank den Fusionsplan noch einmal zur Abstimmung. Diesmal fiel das Votum positiv aus, denn man habe dem größten Industriekonzern nicht die Gefolgschaft versagen wollen. Der Aufsichtsrat von Daimler-Benz stimmte wenig später ebenfalls einer Übernahme von 30 Prozent der MBB-Aktien zu, ferner einer Option, diesen Anteil später auf 50,1 Prozent zu erhöhen. Das Kartellamt widersprach am 20. April 1989 der Fusion. Damit war eine Ministererlaubnis notwendig. Um sie zu befördern, lancierte Herrhausen die nicht mit Reuter abgestimmte Idee, der Technologiekonzern könne von sich aus den Rückzug aus Rüstungsgeschäften von Dornier, AEG und MBB anbieten. Reuter hingegen war sehr an Forschungen und Entwicklungen in den Rüstungsbereichen interessiert, denn sie seien für die zivile Luft- und Raumfahrt ebenso nützlich wie für den Kraftfahrzeugbau. Herrhausen ließ sich überzeugen und stärkte Reuter fortan den Rücken. Helmut Haussmann erteilte am 8. September 1989 die Ministererlaubnis. Am 17. November 1989 stimmten schlussendlich auch Bremen und Hamburg der Fusion zu, die damit endgültig auf den Weg gebracht war. Über Monate wirkte in den Medien nicht Reuter, sondern Herrhausen wie der Spiritus Rector dieses Zusammenschlusses, denn er trat öffentlich vielfach dafür ein.
Den Aufsichtsratsvorsitz übte er überdies bei Stollwerck, bei der Deutschen Texaco AG, bei der Philipp Holzmann AG und bei der Bergmann-Elektricitäts-Werke AG aus. Zudem saß er in den Aufsichtsräten der Lufthansa AG, der Münchner Rückversicherungs-Gesellschaft, der Klöckner Werke AG, der VEBA, der Demag, der VEW und der Nino AG. Im Ausland gehörte er zu den Aufsichtsräten von AKZO und der F. M. Hämmerle Textilwerke AG.
Für Herrhausen waren außerdem seine Mitgliedschaften im Beirat von Westinghouse, im Board of Directors von Xerox und im European Advisory Council von AT&T von Bedeutung.
Er saß zudem in den Beratergremien von Coca-Cola, der Merck & Co., der Société National Elf Aquitaine und der Unilever Group. Aus Verbundenheit zu seiner Heimatregion saß er ebenfalls in Beiräten mittelständischer Unternehmen des Ruhrgebiets und des Bergischen Landes. Diese Posten waren ihm allerdings weniger wichtig.

## Engagement in öffentlichen Angelegenheiten

### Bankenkommission
Auf Vorschlag der Deutschen Bank vertrat Herrhausen den Bundesverband deutscher Banken in der „Studienkommission Grundsatzfragen der Kreditwirtschaft“. Sie war von Bundesfinanzminister Hans Apel einberufen worden und arbeitete, geleitet von Ernst Geßler, von Ende Januar 1975 bis Mai 1979. Auslöser war der Zusammenbruch der Herstatt-Bank. Bereits zuvor hatte es immer wieder Diskussionen über die „Macht der Banken“ gegeben. Die Kommission sollte untersuchen, ob und gegebenenfalls wie das deutsche Bankwesen reformiert werden müsse. Das Universalbank-System stand auf dem Prüfstand. Auch die Beteiligungen der Banken an Industrieunternehmen sollten betrachtet werden, ebenso die Eigenkapitalausstattung. Für Herrhausen ging es darum, scharfe Eingriffe in das bestehende System möglichst abzuwehren. Er prägte die Kommissionsarbeit entscheidend mit und erwies sich dabei als durchsetzungsstark und zugleich als kompromissbereit. Es gelang ihm, rigide Obergrenzen für Beteiligungen an Nicht-Banken zu verhindern. Der schließlich gefundene Kompromiss lag bei 25 Prozent plus einer Aktie und langen Fristen zum Abbau darüber hinaus gehender Bestände. In der Kommission verwahrte sich Herrhausen gegen Thesen, die aus theoretischen und praktischen Möglichkeiten zum Machtmissbrauch durch Banken umstandslos auf Missbrauchstatbestände schlossen. Stattdessen forderte er empirische Belege. Nach Übergabe des Kommissionsberichts an Hans Matthöfer, den Nachfolger Apels, bekannte sich Herrhausen im Magazin Der Spiegel „offen und auch offensiv“ zur Bankenmacht – als erster deutscher Bankenvorstand. Bis dahin wichen Bankenvertreter diesem Thema in der Regel aus. Herrhausen bestritt Macht nicht, wohl aber ihre missbräuchliche Verwendung. Öffentliches Unbehagen gegenüber Banken erklärte er mit mangelnder Transparenz, diese sei zu verbessern. Praktische Folgen für die Gesetzgebung hatte der Kommissionsbericht kaum, wie sich im Sommer 1982 im Referentenentwurf zur Novellierung des Kreditwesengesetzes zeigte.

### Reorganisation der deutschen Luft- und Raumfahrt
Bundeskanzler Helmut Schmidt beauftragte Herrhausen im April 1977, ein Konzept für die Neuordnung der deutschen Luft- und Raumfahrt vorzulegen. Diese war zersplittert und nicht konkurrenzfähig, obgleich sich in der zivilen Luftfahrt in anderen europäischen Ländern bereits ein Aufschwung abzeichnete. Herrhausen legte im September 1977 ein Konzept mit Empfehlungen vor. Eine Konsequenz waren jahrelange Verhandlungen von Herrhausen und Abs mit Fokker, die dazu führten, dass der niederländische Flugzeugbauer sich von den Vereinigten Flugtechnischen Werken löste. Damit war 1981 für MBB der Weg frei, das Bremer Unternehmen übernehmen zu können. Dieser Vorgang löste in Deutschland weitere Konzentrationsprozesse in dieser Branche aus.

### Stahlmoderator
Herrhausen beteiligte sich im Herbst 1982, kurz nach dem Amtsantritt der Regierung Kohl, an Gesprächen, die der notleidenden westdeutschen Stahlindustrie Lösungswege weisen sollten. Der gesamte Wirtschaftszweig steckte in einer schweren Krise. In den Amtsräumen von Otto Graf Lambsdorff trafen sich am 16. November 1982 die führenden Vertreter der wichtigsten deutschen Stahlhersteller. Sie beauftragten drei sogenannte Moderatoren – Günter Vogelsang, Marcus Bierich und Herrhausen – durch intensive Gespräche mit den Unternehmen und Auswertung betrieblicher Unterlagen mögliche Auswege vorzuschlagen. Es begann eine lange Reihe von Gesprächen mit der Thyssen AG, der Fried. Krupp GmbH, der Krupp Stahl AG, der Hoesch AG, der Klöckner Werke AG, der Peine-Salzgitter AG und der Arbed Saarstahl GmbH. Auch kleinere Stahlunternehmen wurden einbezogen. Der Vorschlag der Moderatoren lag am 23. Januar 1983 vor: Es sollten durch Zusammenschlüsse zwei große, gleichrangige und unabhängige Stahlunternehmen gebildet werden, die sich jeweils auf ihre rentabelsten Anlagen konzentrieren konnten. Die sogenannte Rheingruppe sollte durch Thyssen und die Krupp-Unternehmen entstehen; die Ruhrgruppe aus der Hoesch AG, den Klöckner Werken, der Peine-Salzgitter AG und der Arbed Saarstahl GmbH. Kleinere Unternehmen sollten die Möglichkeit haben, sich einer Gruppe anzuschließen. Der Bund sollte diese Transformation durch eine „Soforthilfe“ von 3 Milliarden DM unterstützen. Das fachliche und das Medienecho waren zunächst positiv. Dann jedoch meldeten sich Politiker aus Niedersachsen und Nordrhein-Westfalen, die für ihre Länder negative Konsequenzen befürchteten und an der Gleichrangigkeit der zwei geplanten Großunternehmen zweifelten. Auch die IG Metall, die ein eigenes Krisenkonzept verfolgte, kritisierte den Vorschlag der Moderatoren. Die Verhandlungen begannen trotzdem. Die der Ruhrgruppe liefen von Beginn an zäh und wurden auf Initiative von Hoesch schließlich beendet. Thyssen und Krupp sprachen länger über einen Zusammenschluss. Dieser scheiterte am Ende, weil der Bund nur Zuschüsse in Höhe von einer halben Milliarde DM gewähren wollte, ein aus Sicht der fusionswilligen Unternehmen zu geringer Betrag. Alle Überzeugungsversuche Herrhausens bei Unternehmen und Politik blieben fruchtlos. Anfang 1984 stand fest, dass der Vorschlag der Moderatoren gescheitert war. Herrhausen kritisierte im Anschluss die Bonner Politik öffentlich, sie habe es an ausreichender Unterstützung und auch an Druck beispielsweise auf die bundeseigene Peine-Salzgitter AG missen lassen.

### Bildung, Ausbildung und Wissenschaft
An der Sozialakademie Dortmund, einer gewerkschaftlich geprägten Bildungseinrichtung, führte Herrhausen von 1956 bis zu seinem Eintritt in den VEW-Vorstand (1967) betriebswirtschaftliche Lehrveranstaltungen durch. Der damalige VEW-Aufsichtsratsvorsitzende Wilhelm Hansmann hatte ihn darum gebeten.
Seit November 1971 nahm Herrhausen an Treffen des „Ettlinger Kreises“ teil, ein 1957 von Hans Freudenberg gegründetes Forum. Alljährlich diskutierten im Ettlinger Hotel Erbprinz Unternehmer, Manager und Sozialwissenschaftler Fragen der Schul- und Berufsausbildung. Herrhausen beteiligte sich rege an den Debatten. Er hatte keine Scheu vor Bildungsexperten und Wissenschaftlern, die in den 1970er Jahren im Milieu der Wirtschaft oft als weit links wahrgenommen wurden. Ihn reizte die Auseinandersetzung mit anderen Ansichten und der Gedankenaustausch über Ursachen der Unzufriedenheit mit gesellschaftlichen Zuständen. Als dort zum Beispiel veränderte Werte und Einstellungen zur Sprache kamen, plädierte Herrhausen dafür, diese aufzugreifen und dabei zugleich marktkonform zu bleiben: Wenn etwa Umweltfragen für immer mehr Menschen wichtig würden, müssten Unternehmen das in ihrer Angebotspalette berücksichtigen. Die innerbetriebliche Weiterbildung, ein immer wiederkehrendes Thema im Ettlinger Kreis, hatte sich nach Herrhausens Ansicht den grundsätzlichen Wandlungsprozessen, beispielsweise dem Trend zur Informationsgesellschaft, anzupassen. Das könne aber nur betriebsindividuell gelingen, von einem allgemeinen Bildungsziel-Kanon hielt er dagegen nichts. Herrhausen wurde 1973 in den Vorstand dieses Kreises gewählt und sorgte für eine stärkere Verbindung zum Stifterverband für die Deutsche Wissenschaft. Nach 1977 wurde der Ettlinger Kreis mit Herrhausens Mitwirkung in die unselbständige „Stiftung Ettlinger Gespräche“ überführt und widmete sich Pilotprojekten, beispielsweise der Bildung und Ausbildung von Gastarbeiter-Kindern und der Jugendarbeitslosigkeit. Mitte der 1980er Jahre übernahm schließlich die Freudenberg Stiftung entsprechende Projekte.
Im Herbst 1975 wurde Herrhausen in den Vorstand des Stifterverbands für die Deutsche Wissenschaft gewählt. Die Deutsche Bank war dem Verband seit dessen Gründung eng verbunden und hatte 1970 aus Anlass ihres 100-jährigen Bestehens unter seinem Dach den „Stiftungsfonds der Deutschen Bank“ angesiedelt. Herrhausen kannte den Stifterverband seit 1971 durch Teilnahme an Mitgliederversammlungen und Kuratoriumssitzungen. Er beteiligte sich zusammen mit weiteren Vorstandsmitgliedern und der Geschäftsführung des Stifterverbands an Überlegungen und Maßnahmen zur Verbesserung personeller, organisatorischer und finanzieller Perspektiven des Verbands und konnte Klaus Liesen gewinnen, der 1980 das Amt des Vorstandsvorsitzenden des Stifterverbands antrat. Herrhausen unterstützte die Initiativen zur Elitenbildung und -förderung auch in der Wissenschaft, denn er betrachtete Leistungs- und Verantwortungseliten als Ressourcen zur Sicherung der Wettbewerbsfähigkeit der deutschen Wirtschaft im globalen Wandel. Die Etablierung des Historischen Kollegs in München war in seinen Augen ein Leuchtturmprojekt für diese Zielrichtung. Spitzenkräfte der Geschichtswissenschaft sollten dort größere und teils langjährige Forschungsprojekte umsetzen oder abschließen können, ohne durch Lehrverpflichtungen aufgehalten zu werden. Frühe Unterstützer Herrhausens in diesem vom Stifterverband angeregten Projekt waren Gerhard A. Ritter und Theodor Schieder. Das Themengebiet des Historischen Kollegs kam Herrhausen entgegen, denn er interessierte sich für Geschichte und für Geschichtsphilosophie. Überdies nahm er einen allgemeinen Mangel an Geschichtsbewusstsein in Deutschland wahr. Das Kuratorium des Historischen Kollegs konstituierte sich im Juli 1978, Herrhausen gehörte ihm an. Für die Idee, an diesem Kolleg den Deutschen Historikerpreis zu vergeben, war Herrhausen sofort „Feuer und Flamme“. Er beteiligte sich an der Auswahl der Juroren für diesen Preis. Zudem sorgte er dafür, dass die Deutsche Bank auch über die Anfangsphase hinaus das 1980 eröffnete Historische Kolleg mitfinanzierte. Auch dafür, dass das Kolleg 1988 mit der Kaulbach-Villa einen angemessenen Sitz beziehen konnte, machte sich Herrhausen stark.
Im Juli 1982 baten Vertreter der soeben von Nordrhein-Westfalen anerkannten Privatuniversität Witten/Herdecke Herrhausen darum, in ihr Kuratorium einzutreten. Herrhausen sagte zu und hielt bei der Eröffnung der Universität am 30. April 1983 eine programmatische Rede. In ihr betonte er die Notwendigkeit, Eliten zu fördern, denn diese würden in allen Bereichen der Gesellschaft gebraucht. Nicht die soziale Herkunft solle den Ausschlag geben, wer zur Elite gehöre, sondern Leistung und Verantwortungsbereitschaft. In den Folgejahren setzte sich Herrhausen besonders für die rasche Errichtung der wirtschaftswissenschaftlichen Fakultät ein und warb zusammen mit Gründungspräsident Konrad Schily um Spenden aus der Wirtschaft. Der Erfolg dabei und Herrhausens fortgesetzte Unterstützung halfen beim Aufbau der Universität, ihrer finanziellen Absicherung, ihrem Verbleib im Ruhrgebiet und ihrer Profilierung in der deutschen Hochschullandschaft.

### EUREKA
Heinz Riesenhuber, der für Forschung zuständige Bundesminister, bat Herrhausen im September 1985 an EUREKA mitzuwirken, einer von damals 18 Ländern getragenen Initiative für Forschung und Entwicklung im Bereich der Hochtechnologien. Die Initiative suchte Wagniskapitalgeber. Herrhausen nahm an der Auftaktkonferenz teil und schlug die Einrichtung eines aus Bankenvertretern bestehenden Finanzrats vor, dem er ab März 1987 angehörte.

### Ruhrinitiative
Das Ruhrgebiet litt unter dem Strukturwandel, der die Montanindustrie traf. Herrhausen gehörte gemeinsam mit dem Gewerkschafter Adolf Schmidt und Kardinal Hengsbach im Frühsommer 1988 zu den Begründern des Initiativkreises Ruhrgebiet. Ihnen schloss sich bald darauf Rudolf von Bennigsen-Foerder an, der Vorstandsvorsitzende der VEBA. Sie wollten dem Negativ-Image des Ruhrgebietes etwas entgegensetzen und Projekte fördern, die den Wandel dieses Wirtschaftsraums gestalteten. Herrhausen suchte unter den regionalen Managern und Unternehmen nach Unterstützern. Im Februar 1989 wurde die Initiative der Öffentlichkeit vorgestellt, bis Herbst 1989 hatten sich 50 Unternehmen angeschlossen. Für die kommenden fünf Jahre stand ein Investitionsvolumen von 4 Milliarden DM bereit. Am Nachmittag des 30. November 1989 wollte Herrhausen in Essen an der Auftaktveranstaltung einer ersten Reihe teilnehmen, die Nobelpreisträgern aus dem Ruhrgebiet gewidmet sein sollte. Sie wurde abgesagt.

### Teilschuldenerlass für Entwicklungsländer

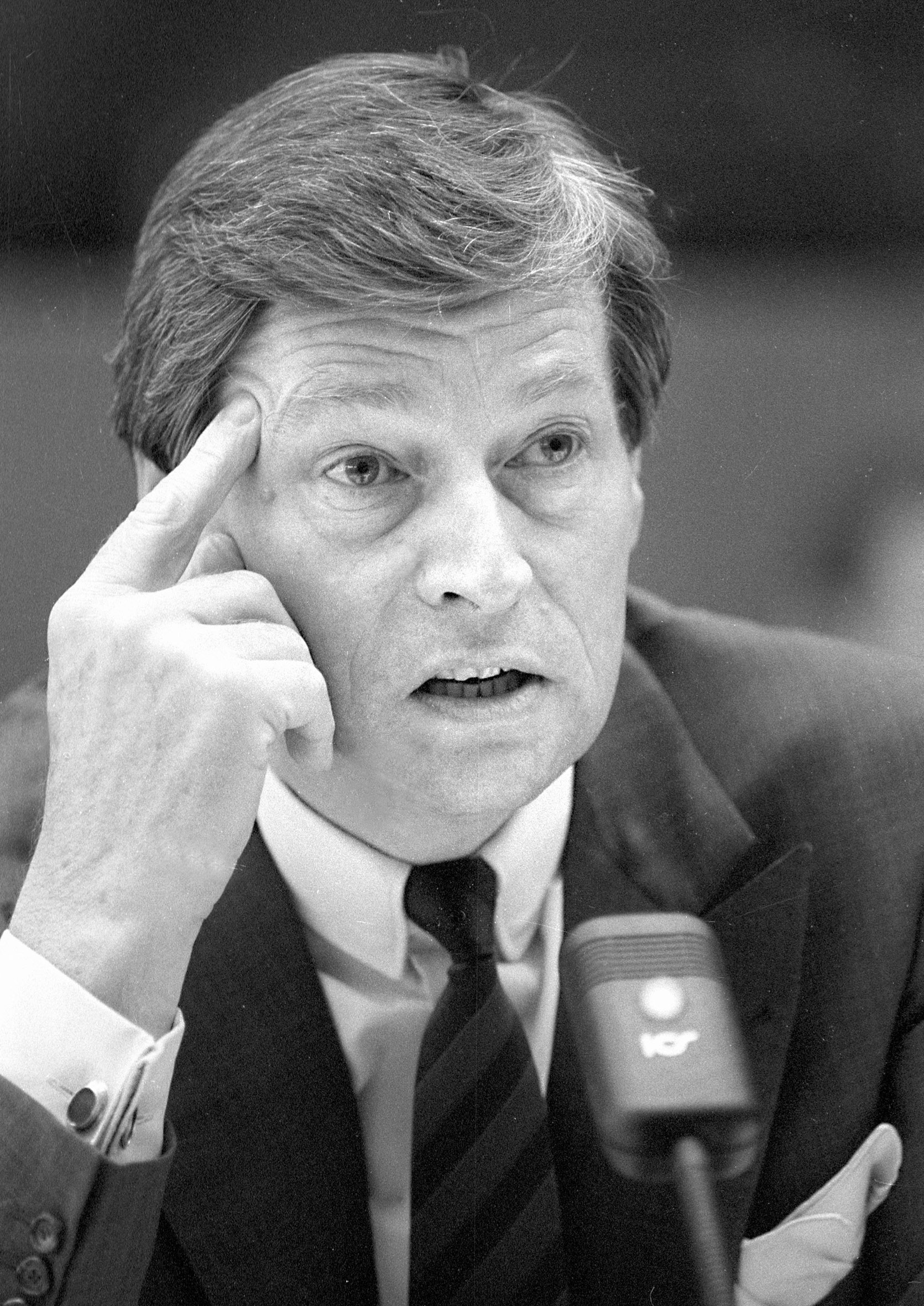
Alfred Herrhausen, Fotografie von Wolf P. Prange aus dem Historischen Archiv der Deutschen Bank. Die Aufnahme stammt wahrscheinlich aus dem Jahr 1988 oder 1989.

Bis Ende 1982 hatten 25 Länder des globalen Südens erklärt, aufgrund der Rezession der Weltwirtschaft, ihrer hohen Schulden in US-Dollar und der sinkenden Rohstoff- und Exporterlöse ihre Zahlungsverpflichtungen nicht mehr erfüllen zu können. Herrhausen warnte die Industrieländer davor, sich von den Entwicklungsländern abzukehren und in der Rezession auf protektionistische Maßnahmen zu verfallen. Marktmechanismen seien vielmehr in allen Ländern zu stärken. Einzelbanken trügen zwar zur kurzfristigen Lösung von Zahlungsproblemen bei; ein wirklicher Ausweg aus der Schuldenkrise sei aber nur zu erwarten, wenn die Banken zu einer gemeinsamen Haltung und Aktion fänden. Die größten Herausforderungen sah er hier für amerikanische Geschäftsbanken. Steuer- und Bilanzvorschriften machten es ihnen schwer, Wertberichtigungen vorzunehmen, hier sei der amerikanische Gesetzgeber gefordert. Die Lage für die hoch verschuldeten Länder hellte sich auch in der zweiten Hälfte der 1980er Jahre nicht auf. Im November 1986 trug Herrhausen Überlegungen für einen Zinsausgleichsfonds vor, der allerdings noch wenig Beachtung fand. Bei der Jahrestagung von Weltbank und Internationalem Währungsfonds (IWF) machte Herrhausen am 28. September 1987 in Washington einen neuen, allerdings unabgestimmten Vorschlag: Banken sollten auf Teile ihrer Forderungen verzichten; zugleich sollte ein solcher Verzicht das Rating der Länder nicht verschlechtern. In informellen Kreisen wie der Bilderberg-Konferenz zirkulierten solche Vorstellungen durchaus, bislang hatte sie aber kein Bankenvertreter öffentlich vorgetragen. Herrhausens „Ausbrechen aus der Konvention des Schweigens“ löste weltweit Schlagzeilen aus. Die Mehrheit der Banken lehnte Herrhausens Vorschlag strikt ab, Vorstandsmitglieder der Deutschen Bank fühlten sich düpiert, nur wenige Bankenvertreter waren für dergleichen Lösungsansätze aufgeschlossen.
Herrhausen engagierte sich auch als alleiniger Vorstandssprecher seiner Bank für das Thema. Auf der Bilderberg-Konferenz des Folgejahrs im österreichischen Telfs-Buchen hielt er dazu ein Referat und machte seine Hörer darauf aufmerksam, dass in Umschuldungsverhandlungen mit Mexiko bereits ein Instrument dieser neuen Politik angewendet wurde: Debt Equity Swaps. Herrhausen ließ jedoch unerwähnt, dass er es dort zusammen mit John S. Reed von der Citibank vorgeschlagen hatte. Auch auf der Jahrestagung von Weltbank und IWF in Berlin wiederholte er 1988 seine Positionen. Unter dem neuen amerikanischen Präsidenten George Bush Senior schien 1989 in den Vereinigten Staaten Schwung in die Sache zu kommen. Finanzminister Nicholas F. Brady stellte Schuldenminderungen in den Mittelpunkt seiner Überlegungen. Sie führten zur Entwicklung der Brady Bonds, einem neuen Marktinstrument. Herrhausen sah hier einen Wendepunkt erreicht. Zugleich hielt er an der von ihm gewünschten Verknüpfung mit Wirtschaftsreformen, also politischen Veränderungen, fest: Auf der Tagung von IWF und Weltbank im September 1989 in Washington schlug er vor, dass Regierungen in Schuldenländern nicht nur zu ökonomischen Reformen angehalten werden sollten. Es sei auch zu überlegen, ob Umweltpolitik in Entwicklungsländern, beispielsweise der Schutz von Regenwäldern, mit Entlastungen bei Zinsen, Laufzeiten und Tilgungen honoriert werden könnte – diese Vorstellungen zielten auf Debt-for-nature Swaps. Herrhausen wurde in der Schuldenfrage international mehr und mehr als wichtiger Banken-Experte wahrgenommen. Das kam in einem Besuch bei Präsident Bush am 26. September 1989 zum Ausdruck. Während dieses Treffens, an dem auch Brady teilnahm, wurde Herrhausen darin bestärkt, unter europäischen Banken für die Beteiligung an der neuen Schuldenstrategie zu werben. Herrhausens Vorschläge belebten die Schuldendiskussion, wenngleich sie später nicht alle umgesetzt wurden.

### Gespräche in Warschauer-Pakt-Staaten
Herrhausen begrüßte die von Michail Gorbatschow angestoßenen Veränderungen in der Sowjetunion, die auch für andere Länder des Warschauer Pakts große Auswirkungen hatten. So beriet er die ungarische Regierung 1987 bei dem Vorhaben, das Bankensystem zu reformieren, damit es in die Lage komme, auch kleineren und mittleren Betrieben dienlich zu sein. Diese Beratungen erfolgten in enger Absprache mit Helmut Kohl und Horst Teltschik. 1989 vermittelte Herrhausen auf Wunsch Kohls Gespräche zwischen deutschen Banken und Ungarn zur Lösung des ungarischen Schuldenproblems. Bereits 1988 führte die Deutsche Bank ein Bankenkonsortium an, das ein Rahmenkreditabkommen mit der Sowjetunion über 3 Milliarden DM abschloss. Die Mittel sollten der Finanzierung des Kaufs deutscher Maschinen und Anlagen für die sowjetische Wirtschaft dienen. Herrhausen zählte zu den Verhandlern. Mit Iwan Silajew, dem stellvertretenden sowjetischen Ministerpräsidenten, sprach er seit 1988 über die Etablierung eines Zentrums der westdeutschen Wirtschaft in Moskau sowie über ein Pendant der sowjetischen Wirtschaft in der Bundesrepublik. Auf der Jahrestagung von IWF und Weltbank in Washington machte er 1989 darüber hinaus den Vorschlag, in Polen eine Institution nach Art der Kreditanstalt für Wiederaufbau einzurichten. Über sie könnten Finanzmittel zur Stärkung des Unternehmertums fließen, wobei darauf zu achten wäre, dass die Gelder nicht in der damals grassierenden Schattenwirtschaft Polens versickerten. Über diesen Vorschlag verhandelte er im November 1989, als er gemeinsam mit Kohl in Warschau war. Dort erreichte ihn am 9. November die Nachricht vom Mauerfall in Berlin. Wenige Tage später sprach er sich als Privatmann dafür aus, in der DDR möge es möglichst rasch zu freien Wahlen kommen, auch eine Wiedervereinigung wünschte er sich.

## Persönlichkeit

### Werte, Verhalten und Verantwortung
Für Herrhausen hatte die Suche nach und das Aussprechen von Wahrheiten eine hohe Bedeutung. „Richtiges Denken“ führe zu wahren Aussagen. Als wahr Erkanntes solle nicht verschwiegen, sondern mitgeteilt werden. Ihm war an der Auseinandersetzung mit anderen Meinungen gelegen, er hatte Respekt vor anderen Ansichten und vertraute in Diskussionen, denen er sich gern stellte, auf die Kraft des besseren Arguments. Die große Bedeutung, die er „richtigem Denken“ zusprach, hatte eine Kehrseite: Er hatte wenig Verständnis, wenn Kollegen und Mitarbeiter seinen Analysen und den Schlüssen daraus nicht folgen konnten oder seiner Meinung nach ein Thema nicht verstanden. Das Ringen um die beste Lösung hielt er ab einem bestimmten Punkt für nur noch wenig ergiebig. Verstärkt wurde diese Kehrseite durch ein Defizit Herrhausens: „Geduld gehört nicht zu seinen Stärken, auch nicht Geduld mit den Schwächen der anderen“, so Pater Augustinus (eigentlich Augustinus Heinrich Henckel von Donnersmarck). In den Jahren ab 1988 führte dieses Verhalten öfter zu Verstimmungen mit seinen Vorstandskollegen der Deutschen Bank. Für Herrhausen galt außerdem: In der Politik müsse über Diskussionen zu Entscheidungen gefunden werden; in der Wirtschaft gelte das nicht uneingeschränkt, denn dort müssten Führungskräfte die Entscheidungen treffen und sie verantworten.
Herrhausen erwartete von Managern und von sich selbst anstelle egoistischer Zielsetzungen die Sorge für das Ganze, auch über Unternehmen hinaus. Manager hätten erhebliche Handlungsspielräume, sie seien keineswegs bloß Getriebene der Märkte. Aus diesem Grund seien sie gegenüber der Gesellschaft rechenschaftspflichtig und müssten ihrer Verantwortung gerecht werden. Aus seiner Sicht müsse das zur Bereitschaft führen, soziale, politische und gesellschaftliche Mitverantwortung zu übernehmen.

### Fähigkeiten
Zu seinen Fähigkeiten zählen Beobachter immer wieder seine rasche Auffassungsgabe, die Freude am (strategischen) Denken, seine geschliffene, druckreife Ausdrucksweise, seine Begeisterungsfähigkeit, Tatkraft, Ausdauer, Selbstdisziplin und Willensstärke, seine ausgeprägte Leistungsorientierung sowie seine Verantwortungsbereitschaft.

### Politische Präferenzen
In seiner Zeit bei der VEW hatte Herrhausen gewisse Sympathien für die SPD, folgte Bitten nach einem Parteieintritt allerdings nicht, denn ein solcher Schritt wäre seiner Meinung nach von Dritten als Opportunismus gedeutet worden. Spätestens zu Beginn der 1980er Jahre veränderten sich seine Präferenzen merklich: Er hoffte darauf, dass sich marktliberale Positionen in einer Regierung aus CDU und FDP durchsetzen würden. Er befürwortete den Wechsel von der sozialliberalen Regierung zur Regierung aus CDU und FDP nachdrücklich. Als Helmut Kohl am 1. Oktober 1982 nach dem erfolgreichen Misstrauensvotum gegen Helmut Schmidt zum Kanzler gewählt worden war, zählte Herrhausen abends zu den Gästen einer privaten Feier Kohls im engsten Kreise.

## Privatleben

### Familie
Herrhausen war ab 1951 verlobt mit Ursula (Ulla) Sattler (1929–2016), dem einzigen Kind des VEW-Vorstandsmitglieds Paul Sattler, und ab 1953 mit ihr in erster Ehe verheiratet. Er hatte sie während seines Studiums in Köln kennengelernt. Aus dieser Verbindung ging Herrhausens erste Tochter Bettina (* 1959) hervor. Die Ehe geriet in Schwierigkeiten, als Herrhausen zur Deutschen Bank wechselte. Ulla war nicht bereit, die Nähe zu ihrem Dortmunder Freundeskreis aufzugeben und nach Düsseldorf umzuziehen. Sie litt unter den beruflichen Aktivitäten ihres Mannes, die mit einer Reihe von Abendterminen beziehungsweise Dienstreisen verbunden waren und deshalb mit seiner Abwesenheit von Dortmund. Bereits 1956 hatte es eine Ehekrise gegeben, als Herrhausen ein Angebot von der Weltbank erhalten hatte. Der Aufenthalt in den USA endete damals bereits nach ein paar Monaten und nicht wie geplant nach einem Jahr. Die Eheleute lebten sich in der ersten Hälfte der 1970er Jahre auseinander. Alfred Herrhausen lernte im April 1974 während eines privaten Aufenthaltes in Texas seine zweite Frau, die 1943 geborene österreichische Ärztin Waltraud (Traudl) Baumgartner, kennen. Er fasste den Entschluss zur Scheidung, in die Ulla zunächst nicht einwilligte. Herrhausen zog nach Köln. Nachdem Traudl ihr Physikum in Innsbruck absolviert hatte und in Düsseldorf ihr Medizinstudium fortsetzte, fanden die beiden in Solingen-Ohligs eine Wohnung auf dem Gelände von Schloss Caspersbroich. Als Ulla im Frühjahr 1977 der Scheidung zugestimmt hatte, bot Herrhausen dem Vorstand der Deutschen Bank, in dem es zuvor keine geschiedenen Mitglieder gab, seinen Rücktritt an; dieser lehnte jedoch ab. Alfred Herrhausen und Traudl Baumgartner heirateten am 23. September 1977 in Innsbruck. Aus dieser Ehe entstammt Anna (* 1978), die bis August 2023 als Geschäftsführerin der bei der Deutschen Bank angesiedelten Alfred Herrhausen Gesellschaft tätig war. 1984 zog das Ehepaar Herrhausen von Solingen nach Bad Homburg, dort hatten sie von Klaus Dohrn ein von Sep Ruf erbautes Haus (Ellerhöhweg 18) erworben.

### Freundschaften
Herrhausen pflegte Freundschaften mit Menschen unterschiedlicher sozialer Herkunft und politischer Orientierung. Weithin bekannt war seine Freundschaft mit Helmut Kohl, die beiden duzten sich. Über seinen Freund Otto Wolff von Amerongen lernte er seine zweite Ehefrau Traudl Baumgartner kennen. Viele private Gespräche mit seinem Chauffeur Jakob Nix transformierten die Arbeitsbeziehung in eine enge Freundschaft; Nix war bei Herrhausens Hochzeit mit Traudl Baumgartner Trauzeuge. In seiner Dortmunder Zeit zog Herrhausen mit seinem Nachbarn und Freund Paul Brandt um die Häuser, sie blieben auch später in Kontakt. Aus der Zuständigkeit für die Wuppertaler Hauptfiliale der Deutschen Bank ergab sich in den 1970er Jahren die Freundschaft zu Manfred Emcke, der damals das Familienunternehmen Vorwerk leitete. Dessen Tochter Carolin Emcke nannte Herrhausen, der für sie zu einem Vertrauten geworden war, ihren Patenonkel. Mit Pater Augustinus, nach Dieter Balkhausen nicht nur Freund, sondern auch Beichtvater, führte er viele Gespräche über philosophische und religiöse Themen. Klaus Schucht war ein Studienfreund, zu dem der Kontakt immer bestehen blieb. Horst Albach hatte er 1966 während einer Fortbildungsreihe kennengelernt. Aus diesem Kontakt entwickelte sich eine freundschaftlich-kollegiale Beziehung. Herrhausen traf erstmals im Corps Hansea Köln auf Klaus Liesen, sie verloren sich nach der Studienzeit für einige Jahre aus den Augen, knüpften aber problemlos an ihre Freundschaft an, als sich später Arbeitskontakte ergaben, beispielsweise im Kontext des Stifterverbands für die Deutsche Wissenschaft. In einer Talkshow lernte Herrhausen 1982 die Politik- und Literaturstudentin Tanja Neumann kennen, die dort als Vertreterin der No-Future-Generation eingeladen war. Konträre Sichtweisen auf die Gesellschaft und das Leben waren kein Hemmnis, sondern Auslöser für einen intensiven Kontakt über Briefe, Telefonate und Treffen.

## Ermordung

### Tat
Am Morgen des 30. November 1989 war Alfred Herrhausen zusammen mit seinem Chauffeur Jakob Nix auf dem Weg in sein Frankfurter Büro, als er durch einen Anschlag auf seinen Dienstwagen noch in Bad Homburg ermordet wurde. Der Sprengsatz, der als panzerbrechende Waffe konstruiert war, befand sich in einem Paket von der Größe einer Schultasche auf dem Gepäckträger eines Jugendfahrrads, das an einem Begrenzungspfeiler am Fahrbahnrand abgestellt war. Als Herrhausens Wagen durch eine vorher installierte Lichtschranke fuhr (Sprengfalle), explodierte der Sprengsatz. Seine Druckwelle traf die hintere Seitentür des Wagens. Ein durch die Detonation abgesprengtes Metallstück der Hintertür verletzte Herrhausens Oberschenkelschlagader. Wenige Minuten nach dem Anschlag verblutete Alfred Herrhausen im völlig zerstörten Wagen. Jakob Nix wurde schwer verletzt.

### Täter
Die RAF übernahm die Verantwortung für den Mord. Die an der Tat beteiligten Personen konnten bislang nicht identifiziert werden. Aussagen eines vermeintlichen Kronzeugen erwiesen sich als nicht glaubhaft, auch weil er sie 1992 nach wenigen Monaten widerrief und diesen Widerruf später wieder revidierte. Zwischenzeitlich ausgestellte Haftbefehle gegen vermutete Täter wurden aufgehoben. Ob Dritte, wie etwa frühere Kader der Stasi oder die Palästinensische Befreiungsfront, in die Tat verwickelt waren, ist unklar. Seit 2004 wird gegen Unbekannt ermittelt.

## Nachleben

### Gedenken

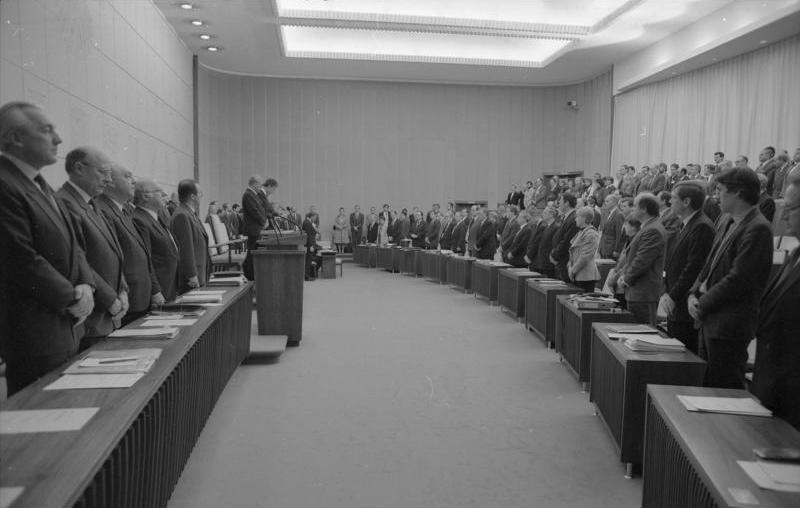
Gedenkstunde für Alfred Herrhausen am 1. Dezember 1989 im Bundesrat

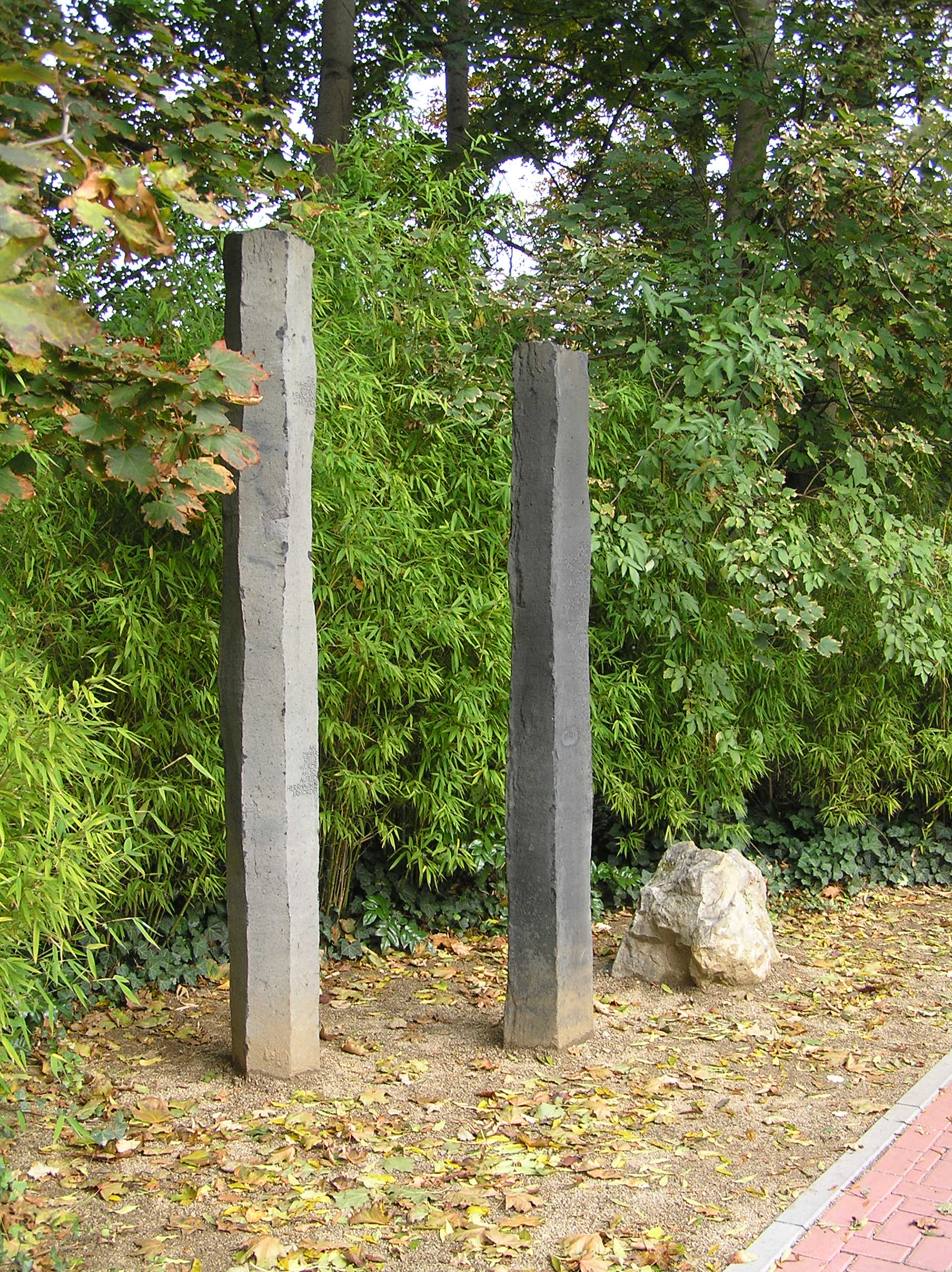
Mahnmal an der Stelle der Ermordung in Bad Homburg: zwei Basalt-Stelen mit jeweils eingravierten Zitaten von Ingeborg Bachmann und Karl Popper. Die dritte Stele ist gebrochen und trägt Uhrzeit und Datum von Herrhausens Tod.

Nach der Ermordung Herrhausens rief der Vorstand der Deutschen Bank die Mitarbeiter für den 1. Dezember 1989 zu einem Trauermarsch durch die Frankfurter Innenstadt auf. Über zehntausend Menschen beteiligten sich zur Mittagszeit daran, neben Beschäftigten weiterer Banken auch die Vorstandsvorsitzenden der Dresdner Bank und der Commerzbank sowie Politiker. Am 4. Dezember kam es zu einem Schweigemarsch durch Düsseldorf, an dem rund 3.000 Personen teilnahmen. Für Herrhausen wurde am 6. Dezember 1989 eine Totenmesse im Frankfurter Dom abgehalten, an der die politische Führung der Bundesrepublik teilnahm, darunter Kanzler und Präsident sowie Amtsvorgänger, Mitglieder des Bundeskabinetts, Ministerpräsidenten, Henry Kissinger und Wirtschaftsführer. Pater Augustinus leitete die Messe. Horst Burgard hielt als dienstältestes Mitglied des Deutsche-Bank-Vorstands auf Bitte der Witwe die Trauerrede. Herrhausen ist auf dem Waldfriedhof in Bad Homburg vor der Höhe begraben.
Die Deutsche Bank gründete die gemeinnützige Alfred Herrhausen Gesellschaft, eine Denkfabrik, die sich als internationales Forum mit neuen Formen des Regierens im 21. Jahrhundert beschäftigte. Sie bestand bis Ende 2023.
In Witten ist die Alfred-Herrhausen-Straße an der Universität Witten/Herdecke nach ihm benannt; außerdem trägt die Straße in Eschborn bei Frankfurt, in der ein Teil des IT-Bereichs der Deutschen Bank seinen Sitz hat, den Namen Alfred-Herrhausen-Allee. Eine Dr.-Alfred-Herrhausen-Allee findet man im Businesspark Niederrhein in Duisburg-Rheinhausen. Das Alfred-Herrhausen-Haus in der Brunnenstraße, dem Sitz des Initiativkreises Ruhrgebiet in Essen, ist nach ihm benannt, ebenso eine Brücke in der Essener Innenstadt in der Nähe der Essener Hauptfiliale der Deutschen Bank. In Bad Homburg wurde ebenfalls eine Brücke nach ihm benannt.
Sieben Jahre nach Herrhausens Tod wurde am 30. November 1996 in Anwesenheit der Witwe und des Bad Homburger Oberbürgermeisters Wolfgang Assmann am Ort des Attentats ein von Friedrich Meyer gestaltetes Mahnmal eingeweiht. Auf den drei Basaltsäulen finden sich Zitate von Ingeborg Bachmann: „Die Wahrheit ist dem Menschen zumutbar“ und von Karl Popper: „Nur dort war die Gesellschaftskritik von Erfolg gekrönt, wo es die Menschen gelernt hatten, fremde Meinungen zu schätzen und zu ihren politischen Zielen bescheiden und nüchtern zu sein, wo sie gelernt hatten, dass der Versuch, den Himmel auf Erden zu verwirklichen, nur allzu leicht die Erde in eine Hölle für die Menschen verwandelt.“

### Rezeption
Der Journalist Dieter Balkhausen entwickelte aus seinen Gesprächen mit Herrhausen und weiteren Personen sowie aus seinen Betrachtungen öffentlicher Stellungnahmen Herrhausens ein Buch, das in essayistischer Weise Persönlichkeit und gedankliche Bandbreite des Bankmanagers nachzeichnete.
Der Dokumentarfilm Black Box BRD (2001) von Andres Veiel setzt sich mit Herrhausens Lebensweg auseinander, der parallel zu demjenigen des RAF-Terroristen Wolfgang Grams erzählt wird. Veiel veröffentlichte 2002 ein Sachbuch gleichen Namens, das Herrhausens Leben und das von Grams unter anderem anhand von Zeitzeugengesprächen rekonstruiert.
Andreas Platthaus publizierte 2006 eine erste biografische Arbeit. 13 Jahre später legte Friederike Sattler eine umfassende wissenschaftliche Biografie vor. Dafür hatte sie unter anderem das Privatarchiv Herrhausens, das Archiv der Deutschen Bank und weitere Archive, insbesondere Firmenarchive ausgewertet. Bis 2019 publizierte sie darüber hinaus mehrere Aufsätze zu Einzelaspekten von Herrhausens Wirken.
Christian Hecker, Mitarbeiter der Bundesbank, hat sich 2022 mit den wirtschaftsethischen Standpunkten Herrhausens befasst: Insbesondere in der Verschuldungsdebatte seien dessen ethisch reflektierte Positionen zum Ausdruck gekommen, die auf Leitgedanken zurückführbar seien, die moderne Konzepte zur Unternehmensverantwortung vorweggenommen hätten.
Tanja Langer verarbeitete ihre Freundschaft mit Herrhausen in einem 2012 erschienenen Schlüsselroman. Vom Mord hat sich Wolfgang Ullrich zu einem Kriminalroman inspirieren lassen. Die Erinnerung an das Attentat und das Schweigen der Täter nahm Carolin Emcke zum Ausgangspunkt ihrer Auseinandersetzung mit der RAF, die unter dem Titel Stumme Gewalt zuerst 2007 als Zeitungsartikel und im Folgejahr erweitert als Buch erschien.
Das Attentat war immer wieder Thema in den Medien, darunter 2009 der Dokumentarfilm Alfred Herrhausen: Der Banker und die Bombe von Ulrich Neumann. Zum 25. Jahrestag des Attentats recherchierte Egmont R. Koch 2014 in der ARD-Dokumentation Die Spur der Bombe: Neue Erkenntnisse im Mordfall Herrhausen die Herkunft der Sprengfalle und ging dabei internationalen Terrornetzwerken nach. Ende 2022 und Anfang 2023 erfolgten die Aufnahmen für die Miniserie Herrhausen – Der Herr des Geldes mit Oliver Masucci in der Hauptrolle. Sie wurde am 30. September 2024 in der ARD-Mediathek veröffentlicht und in den Tagen danach ausgestrahlt.

## Anhang

### Schriften
- Der Grenznutzen als Bestandteil des Marginalprinzips. Dissertation, Universität Köln, 1955.
- Konzepte für die Zukunft. Wirtschafts- und ordnungspolitische Alternativen. Mohr Siebeck, Tübingen 1987.
- Denken, Ordnen, Gestalten. Reden und Aufsätze. Hrsg. von Kurt Weidemann. Siedler, Berlin 1990, ISBN 978-3-88680-399-6 (5. Auflage 1995, Neuauflage 2005).
- Zielvorstellungen und Gestaltungsmöglichkeiten einer Langfristplanung in Kreditinstituten [address]. In: Bank-Betrieb. Bd. 11, 1971, S. 354–359.
- mit Martin Kohlhaussen, Rüdiger von Tresckow: Financial futures. In: Zeitschrift für das gesamte Kreditwesen. Bd. 38, 1985, Nr. 15, S. 702–704.
- Großbanken und Ordnungspolitik. In: Die Bank. Jg. 1988, S. 120–129.